# Daniel Eaton
Pour les articles homonymes, voir Eaton.
Daniel Eaton (né le 4 juillet 1993 à Flagstaff) est un coureur cycliste américain.

## Palmarès et résultats

### Palmarès par année
- 2012
  - Otterville Road Race
- 2013
  - Hellbender Omnium :
    - Classement général
    - 2e étape
- 2014
  - Classement général de la Valley of the Sun Stage Race
  - San Tan Criterium
  - Tumacacori Road Race
  - 3e de la San Dimas Stage Race
  - 3e de l'Arden Challenge
- 2015
  -  Champion des États-Unis du contre-la-montre espoirs
  - 1re étape de la Valley of the Sun Stage Race (contre-la-montre)
  - 10e du championnat du monde  du contre-la-montre espoirs
- 2017
  - Sun Devil Criterium

### Classements mondiaux
| Année            | 2014 | 2015 | 2016 | 2017 |
| ---------------- | ---- | ---- | ---- | ---- |
| UCI America Tour | 357e | 336e | 82e  | 201e |
| UCI Asia Tour    |      |      |      | 325e |